# 柏木 (植物)

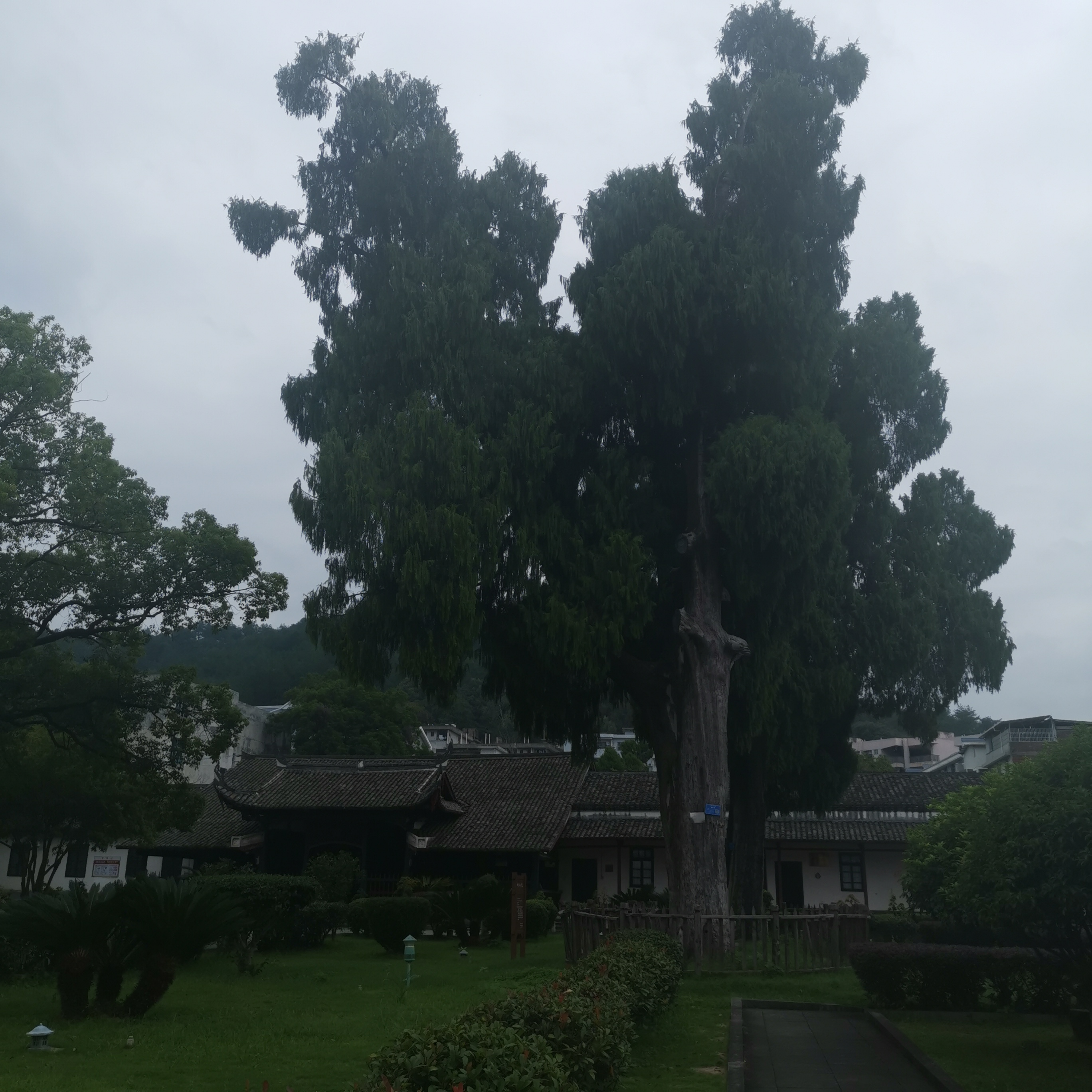
位于福建长汀博物馆内的两棵柏木。

柏木（学名：Cupressus funebris），为柏科柏木属下的一个种。乔木，可高达35米，胸径2米。

## 分布
柏木为中国特有树种，分布很广，产于浙江、福建、江西、湖南、湖北西部、四川北部及西部大相岭以东、贵州东部及中部、广东北部、广西北部、云南东南部及中部等省区。